# Panhard 165/175
Samochód pancerny Panhard 165/175 – francuski samochód pancerny z okresu II wojny światowej.

## Historia
W 1932 roku we francuskiej firmie Societe de Constructions Mecaniques Panhard et Levassor  w Paryżu zbudowano rozpoznawczy samochód pancerny, który uzyskał oznaczenie Panhard 165. Jego konstrukcję oparto na podwoziu samochodu ciężarowego Panhard CV 2. Nadwozie zostało zbudowane z blachy pancernej o grubości 9 mm. Pojazd uzbrojono w działko kal. 37 mm i karabin maszynowy kal. 7,5 mm umieszczone obok siebie w obrotowej wieży. W 1941 roku w części pojazdów wymieniono działko kal. 37 na działko przeciwpancerne SA 35 kal. 25 mm.
W latach 1932–1934 zbudowano 59 samochodów tego typu.

## Użycie
Samochody te wprowadzono do użytku w francuskiej armii kolonialnej w Afryce Północnej i Syrii. Wzięły one udział w walkach w Afryce Północnej Algierii, Maroku oraz w Syrii i Libanie. Służyły one do 1945 roku w francuskiej armii kolonialnej.